# Zobaczyć Morze (rejs)
Zobaczyć Morze – projekt mający na celu spopularyzowanie żeglarstwa wśród osób niewidomych. Pomysłodawcą projektu jest Roman Roczeń. Ten niewidomy artysta popłynął w rejs, aby „zobaczyć” morze, o którym ciągle śpiewa. Po tym przeżyciu postanowił zorganizować rejs dla osób niewidomych. Pierwszy rejs „Zobaczyć Morze” miał miejsce w 2006. Roman zorganizował go wspólnie z Fundacją Gniazdo Piratów, a poprowadził kpt. Janusz Zbierajewski.
Do roku 2016 fundacja Gniazdo Piratów była oficjalnym organizatorem rejsów w ramach projektu "Zobaczyć Morze".
Podstawowymi celami rejsu są:
- rehabilitacja niewidomych przez konieczność zmagania się z trudami dotąd nie poznanymi,
- rozpowszechnianie informacji o niewidomych w społeczeństwie i prezentowanie ich prawdziwych możliwości.

Założenia projektu:
- połowę załogi stanowią osoby niewidome lub słabo widzące,
- osoby niewidome są samodzielne (wyklucza się osobistych przewodników lub osoby towarzyszące).

## Ułatwienia dla niewidomych

### Mówiący kompas i ster
Zaprzyjaźnieni z organizatorem rejsu elektronicy (wolontariusze) zmodyfikowali część wyposażenia jachtu (GPS pełniący funkcję kompasu, wskaźnik wychylenia steru) tak aby były użyteczne dla osób niewidomych. Niewidoma osoba stojąca za sterem miała przekazywane wskazania wszystkich tych urządzeń głosowo poprzez słuchawkę. Po pierwszym rejsie urządzenia te udoskonalono (w pierwszej wersji GPS podawał każdą, nawet najmniejszą zmianę pozycji statku, więc w słuchawce nieustannie było słychać zbędne komunikaty). Obecnie po kilku modyfikacjach system podaje cyklicznie tylko niezbędne do sterowania komunikaty – kurs i wychylenie steru – np. „kurs 258, ster lewo 3”.
Niewidomi niejednokrotnie szybciej opanowują sterowanie jachtem niż osoby widzące i prowadzą jacht precyzyjniej.

### Seing Assistant Zobaczyć Morze
W 2016 roku wspólnie z firmą Transition Technologies stworzono aplikację na smartfony (seing assistant Zobaczyć Morze), realizującą te same założenia (z wyjątkiem informacji o płetwie sterowej). Wykorzystano ją z powodzeniem w sterowaniu mniejszymi jachtami.

### Książka o Zawiszy
Przed rejsem niewidomi uczestnicy mogą otrzymać książkę o Zawiszy w alfabecie Braille’a. Jest to szczegółowy opis całego jachtu (wraz z parametrami technicznymi) z rysunkami wypukłymi pokładów, żagli, nagielbanków. Książka umożliwia wstępną orientację o poruszaniu się na Zawiszy oraz zapoznanie się ze specyficznym dla żeglarstwa słownictwem.

### Tyflomapa
Do dyspozycji załogi jest mapa akwenu, na którym aktualnie odbywa się rejs, przygotowana w technice wypukłej. Umożliwia ona osobom niewidomym uzyskanie informacji o aktualnej pozycji statku, przebytej trasie itp. Mapa posiada kontrastowe kolory, które ułatwiają jej oglądanie osobom słabowidzącym.

## Rok 2016 – zmiana koncepcji żeglowania
Żaglowiec "Zawisza Czarny" zamieniono na kilka 45/50 stopowych jachtów. Pierwszy taki rejs odbył się w dniach 29 IX – 08 X 2017 roku wzdłuż wybrzeży Chorwacji. Wydarzenie zostało gorąco przyjęte, w konsekwencji zaplanowano kontynuację tego kierunku na przyszłe lata.

## Fundacja
10.11.2016 roku Robert Krzemiński i Roman Roczeń wspólnie powołali fundację Zobaczyć Morze imienia Tomka Opoki, której celem jest rozwijanie dorobku projektu. W skład pierwszego zarządu weszli:
- Robert Krzemiński – prezes,
- Roman Roczeń – wiceprezes,
- Katarzyna Loeve-Kiedrowska i Tomasz Honkisz – członkowie zarządu.

## Nagrody i wyróżnienia
Grudzień 2006 – Nagroda Specjalna Telewizji Polskiej S.A. „Rejs Roku 2006” dla kpt. Janusza Zbierajewskiego za prowadzenie na „Zawiszy Czarnym” integracyjnego rejsu bałtyckiego „Zobaczyć Morze” z udziałem niewidomych żeglarzy.
Luty 2012 – Kapitan Janusz Zbierajewski został laureatem pierwszej edycji Nagrody im. kapitana Leszka Wiktorowicza – wybitnego człowieka morza, budowniczego i wieloletniego komendanta „Daru Młodzieży”, wychowawcy wielu pokoleń polskich marynarzy. Uznanie kapituły nagrody zdobył tym, że jako jedyny zgodził się prowadzić rejsy w projekcie „Zobaczyć Morze” – na “Zawiszy Czarnym" połowę załogi stanowią wówczas osoby niewidome lub słabo widzące.
Maj 2013 – Roman Roczeń i Robert Krzemiński otrzymują z rąk Prezydenta RP Polską Banderę jako znak obecności Rzeczypospolitej na morzach i oceanach, dowód osobistej odwagi oraz symbol najwyższych wartości.
Grudzień 2013 – Robert Krzemiński zostaje nagrodzony w plebiscycie organizowanym przez Fundację Szansa dla Niewidomych jako „Idol Środowiska Osób Niewidzących”. Nagrodę przyznano za otwarcie możliwości żeglowania osobą z dysfunkcją wzroku.
Listopad 2016 – Nagroda w konkursie Aplikacja bez barier 2016 jako Najlepsza Aplikacja Mobilna dostosowana do potrzeb osób niepełnosprawnych. – Aplikacja umożliwiająca osobom z dysfunkcją wzroku pełnić funkcje sternika na jachcie.

## Dotychczasowe rejsy
| Rok  | Etap (rejs) | Termin         | Trasa | Jednostka             | Kapitan                       |
| ---- | ----------- | -------------- | --- | --------------------- | ----------------------------- |
| 2006 | 1 (1)       | 26.05 – 05.06  | Gdynia – Kopenhaga – Göteborg – Oslo                                                                                              | s/y Zawisza Czarny    | Janusz Zbierajewski           |
| 2007 | 1 (2)       | 12.06 – 22.06  | Gdynia – Kilonia – Cuxhaven – Amsterdam                                                                                           | s/y Zawisza Czarny    | Janusz Zbierajewski           |
| 2007 | 2 (3)       | 23.06 – 02.07  | Amsterdam – Helgoland – Kilonia – Kopenhaga – Gdynia                                                                              | s/y Zawisza Czarny    | Janusz Zbierajewski           |
| 2008 | 1 (4)       | 01.08 – 10.08  | Gdynia – Skagen – Bergen | s/y Zawisza Czarny    | Janusz Zbierajewski           |
| 2008 | 2 (5)       | 11.08 – 20.08  | Bergen – Den Helder (regaty Tall Ships' Races)                                                                                    | s/y Zawisza Czarny    | Janusz Zbierajewski           |
| 2008 | 3 (6)       | 21.08 – 01.09  | Den Helder – Kopenhaga – Rønne – Gdynia                                                                                           | s/y Zawisza Czarny    | Janusz Zbierajewski           |
| 2009 | 1 (7)       | 13.09 – 23.09  | Gdynia – Kłajpeda – Helsinki – Tallinn                                                                                            | s/y Zawisza Czarny    | Janusz Zbierajewski           |
| 2009 | 2 (8)       | 23.09 – 04.10  | Tallinn – Hanko – Visby – Kalmar – Gdynia (w tym rejsie brała udział też jedna osoba na wózku)                                    | s/y Zawisza Czarny    | Janusz Zbierajewski           |
| 2010 | 1 (9)       | 27.06 – 06.07  | Gdynia – Rønne – Kopenhaga – Christiansø – Karlskrona                                                                             | s/y Zawisza Czarny    | Janusz Zbierajewski           |
| 2010 | 2 (10)      | 06.07 – 15.07  | Karlskrona – Kalmar – Visby – Kłajpeda – Gdynia (w tym rejsie brała udział też jedna osoba na wózku)                              | s/y Zawisza Czarny    | Janusz Zbierajewski           |
| 2010 | 3 (11)      | 15.07 – 24.07  | Gdynia – Kalmar – Ventspils – Liepaja – Hel – Gdynia („Rejs recydywistów” – osób biorących udział w rejsach w latach poprzednich) | s/y Zawisza Czarny    | Janusz Zbierajewski           |
| 2011 | 1 (12)      | 03.07 – 12.07  | Szczecin – Christiansø – Kalmar – Oskarshamn – Sztokholm                                                                          | s/y Zawisza Czarny    | Janusz Zbierajewski           |
| 2011 | 2 (13)      | 12.07 – 20.07  | Sztokholm – Visby – Oskarshamn – Karlskrona – Rønne – Świnoujście                                                                 | s/y Zawisza Czarny    | Janusz Zbierajewski           |
| 2012 | 1 (14)      | 24.08 – 01.09  | A Coruña – z przyczyn technicznych nie nastąpiło wyjście z portu                                                                  | s/y Zawisza Czarny    | Sławomir Rudnicki             |
| 2012 |             | 01.09 – 09.09  | rejs odwołany z przyczyn technicznych                                                                                             |                       |                               |
| 2013 | 1 (15)      | 05.08 – 15.08  | Szczecin – Stavanger | s/y Zawisza Czarny    | Janusz Zbierajewski           |
| 2013 | 2 (16)      | 15.08 – 25.08  | Stavanger – Amsterdam – Antwerpia                                                                                                 | s/y Zawisza Czarny    | Krzysztof Januszewski         |
| 2013 | 3 (17)      | 25.08 – 04.09  | Antwerpia – Skagen – Rønne – Gdynia                                                                                               | s/y Zawisza Czarny    | Maciej Sodkiewicz             |
| 2014 | 1 (18)      | 05.07 – 15.07  | Gdynia – Gdynia | s/y Zawisza Czarny    | Janusz Zbierajewski           |
| 2014 | 2 (19)      | 15.07 – 25.07  | Gdynia – Visby – Sztokholm – Maarianhamina – Hel – Gdynia                                                                         | s/y Zawisza Czarny    | Aleksandra B. Emche           |
| 2014 | 3 (20)      | 25.07 – 05.08  | Gdynia – Karlskrona – Kopenhaga – Lubeka                                                                                          | s/y Zawisza Czarny    | Andrzej Kałamaja              |
| 2015 | 1 (21)      | 27.06 – 06.07  | Gdynia – Oslo | s/y Zawisza Czarny    | Aleksandra B. Emche           |
| 2015 | 2 (22)      | 06.07 – 15.07  | Oslo – Bergen | s/y Zawisza Czarny    | Aleksandra B. Emche           |
| 2016 | 1 (23)      | 01.10 – 08.10  | Sukošan – Muline – Hramina – Tribuni – Skradin – Biograd na Moru – Sukošan                                                        | s/y Ida               | Robert Krzemiński             |
| 2016 | 1 (23)      | 01.10 – 08.10  | Sukošan – Muline – Hramina – Tribuni – Skradin – Biograd na Moru – Sukošan                                                        | s/y Gea I             | Katarzyna Hachulska-Olszewska |
| 2016 | 1 (23)      | 01.10 – 08.10  | Sukošan – Muline – Hramina – Tribuni – Skradin – Biograd na Moru – Sukošan                                                        | s/y Leda              | Marek Mińkowski               |
| 2016 | 1 (23)      | 01.10 – 08.10  | Sukošan – Muline – Hramina – Tribuni – Skradin – Biograd na Moru – Sukošan                                                        | s/y Sasen             | Jerzy Henke                   |
| 2016 | 1 (23)      | 01.10 – 08.10  | Sukošan – Muline – Hramina – Tribuni – Skradin – Biograd na Moru – Sukošan                                                        | s/y Carriacou         | Paweł Goclon                  |
| 2017 | 1 (24)      | 07.10 – 14.10  | Sukošan - Skradin – Hramina – Muline - Sukošan                                                                                    | s/y Anastasia         | Robert Krzemiński             |
| 2017 | 1 (24)      | 07.10 – 14.10  | Sukošan - Skradin – Hramina – Muline - Sukošan                                                                                    | s/y Flora             | Jerzy Henke                   |
| 2017 | 1 (24)      | 07.10 – 14.10  | Sukošan - Skradin – Hramina – Muline - Sukošan                                                                                    | s/y Leda              | Andrzej Cylwik                |
| 2017 | 1 (24)      | 07.10 – 14.10  | Sukošan - Skradin – Hramina – Muline - Sukošan                                                                                    | s/y Gea I             | Andrzej Szafranek             |
| 2017 | 1 (24)      | 07.10 – 14.10  | Sukošan - Skradin – Hramina – Muline - Sukošan                                                                                    | s/y Carriacou         | Paweł Goclon                  |
| 2017 | 1 (24)      | 07.10 – 14.10  | Sukošan - Skradin – Hramina – Muline - Sukošan                                                                                    | s/y Nika I            | Marek Mińkowski               |
| 2017 | 1 (24)      | 07.10 – 14.10  | Sukošan - Skradin – Hramina – Muline - Sukošan                                                                                    | s/y Mia II            | Józef Feliga                  |
| 2018 | 1 (25)      | 17.09 – 23.09  | Szczecin – Kopenhaga – Sasnitz – Świnoujście                                                                                      | STS Kapitan Borchardt | Janusz Zbierajewski           |
| 2018 | 2 (26)      | 23.09 – 30.09  | Świnoujście – Sasnitz – Rønne – Świnoujście                                                                                       | STS Kapitan Borchardt | Janusz Zbierajewski           |
| 2019 | 1 (27)      | 26.08 – 01.09. | Gdańsk – Visby – Gdańsk | STS Kapitan Borchardt | Janusz Zbierajewski           |
| 2019 | 2 (28)      | 01.09 – 08.09. | Gdańsk – Liepaja – Gdańsk | STS Kapitan Borchardt | Janusz Zbierajewski           |
| 2022 | 1 (29)      | 27.08 – 03.09. | Gdynia – Karlskrona – Gdynia | s/y Zawisza Czarny    | Aleksandra B. Emche           |
| 2022 | 2 (30)      | 03.09 – 10.09. | Gdynia - Kalmar - | s/y Zawisza Czarny    | Aleksandra B. Emche           |

## Zobaczyć Bieszczadzkie Morze
W roku 2018 grupa rzeszowskich wolontariuszy zorganizowała rejs na mniejszych (20-22 stopowych) jachtach śródlądowych rejs po Jeziorze Solińskim. Zachowana została zasada że połowę załogi stanowią osoby niewidome lub słabo widzące. Po pierwszym pilotażowym rejsie, w 2019 roku wyprawa na Bieszczadzkie Morze cieszyła się wielką popularnością.
Za ten rejs organizatorzy otrzymali nagrodę Podkarpackiego Rejsu Roku 2019.

## Publikacje
- E.Skrzecz (2008). Żeglarstwo morskie osób niewidomych na przykładzie projektu „Zobaczyć Morze” (praca magisterska). Warszawa: Akademia Wychowania Fizycznego im. Józefa Piłsudskiego.
- A.Suszek (2015) System usprawniający pracę osób niewidomych na jachcie żaglowym. (praca magisterska) Wydział architektury i wzornictwa kierunek wzornictwo architektura statków wodnych- Akademia Sztuk Pięknych w Gdańsku